# ラテンアメリカ自由ネットワーク
ラテンアメリカ自由ネットワーク（らてんあめりかじゆうしゅぎねっとわーく、英語: Liberal Network for Latin America、スペイン語: Red Liberal de América Latina、RELIAL）は、ラテンアメリカにおける自由主義（リベラリズム）政党の国際組織である。創設は2003年。2004年11月、コスタリカにおいて公式大会が開催され、ラテンアメリカ16カ国から45の自由主義政党、政治団体が参加した。
ラテンアメリカ自由ネットワークを構成している団体には上述の政党、政治団体のほか、シンクタンクや財団、研究機関なども含む。大部分のメンバーは、市場自由主義を指向している。
2005年3月、ペルーの首都リマでヒスパニック・アメリカ自由会議（Hispanic America Liberal Conference 、Conferencia Liberal Hispanoamericana、CLH）が開催された。リマにおける第1回大会では、政党、シンクタンク、大学、政治連合など11団体が参加した。
大会終了後、ラテンアメリカおよびスペインにおける古典的自由主義の信奉者に新しい政治行動のガイドラインとしてLetter of 11 Rightsを策定し、署名した。

## 協力組織
- イベロアメリカ・ヨーロッパ財団（Fundación Iberoamérica Europa、スペイン）
- ヒスパニック・アメリカン経済調査センター（ヒスパニック・アメリカン経済研究センター、Hispanic American Center for Economic Research、HACER、米国）
- ファン・デ・マリアナ研究所（スペイン語版）（スペイン）
- 国際自由青年連合（IFLRY）
- 民主米州間研究所（Interamerican Institute for Democracy、米国）